# رپتی
رپتی (به لاتین: Rpety) یک منطقهٔ مسکونی در جمهوری چک است که در ناحیه بروون واقع شده‌است. رپتی ۵٫۹۳ کیلومتر مربع مساحت و ۴۵۸ نفر جمعیت دارد و ۳۶۰ متر بالاتر از سطح دریا واقع شده‌است.